# Коулун (город-крепость)
Город-крепость Коулун (иер. трад. 九龍城寨, упр. 九龙城寨, ютпхин: Gau2lung4 Seng4 Zaai6, йель: Gáulùhng Sèhng Jaaih, кант.-рус.: Каулун Сэн Ча:й, пиньинь: Jiǔlóng Chéng Zhài, палл.: Цзюлун Чэн Чжай, англ. Kowloon Walled City) — в прошлом плотнонаселённое, практически не управляемое правительствами поселение в Коулуне, Гонконг. Первоначально на его месте находился китайский военный форт.
С 1950-х по 1970-е годы город-крепость Коулун контролировался триадами, и в нём процветали проституция, азартные игры и наркоторговля. В начале 1990-х годов численность населения оценивалась в 50 тысяч, то есть его плотность достигала двух миллионов человек на км² — высочайший показатель в мире.
В январе 1987 года правительство Гонконга объявило о планах по сносу города-крепости. Снос начался в марте 1993 года и завершился в апреле 1994 года, в декабре 1995 года на этом месте был открыт одноимённый парк.

## История

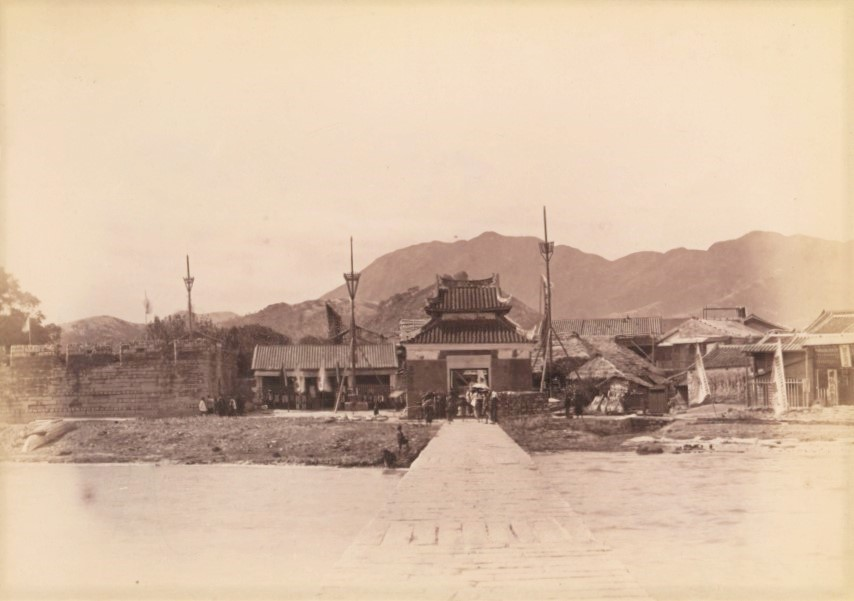
Каменный мост Лунцун и Павильон Лунцун (Павильон для официальных приёмов) города-крепости Коулун в 1898 году

История города-крепости прослеживается от династии Сун (960—1279), когда был сооружён аванпост для контроля за торговлей солью. В течение сотен лет он оставался совсем небольшим, но тем не менее в 1668 году гарнизон насчитывал уже 30 человек.
Около 1810 года был сооружён небольшой береговой форт.
В 1842 году, во время правления цинского императора Даогуана, по Нанкинскому договору остров Гонконг перешёл под управление Великобритании. В связи с этим цинские власти посчитали необходимым укрепить форт с целью сдерживания распространения британского влияния. Укрепление форта, включая строительство оборонительной стены, было завершено в 1847 году.
В 1854 году город-крепость был захвачен повстанцами во время восстания тайпинов, которые удерживали его в течение нескольких недель.

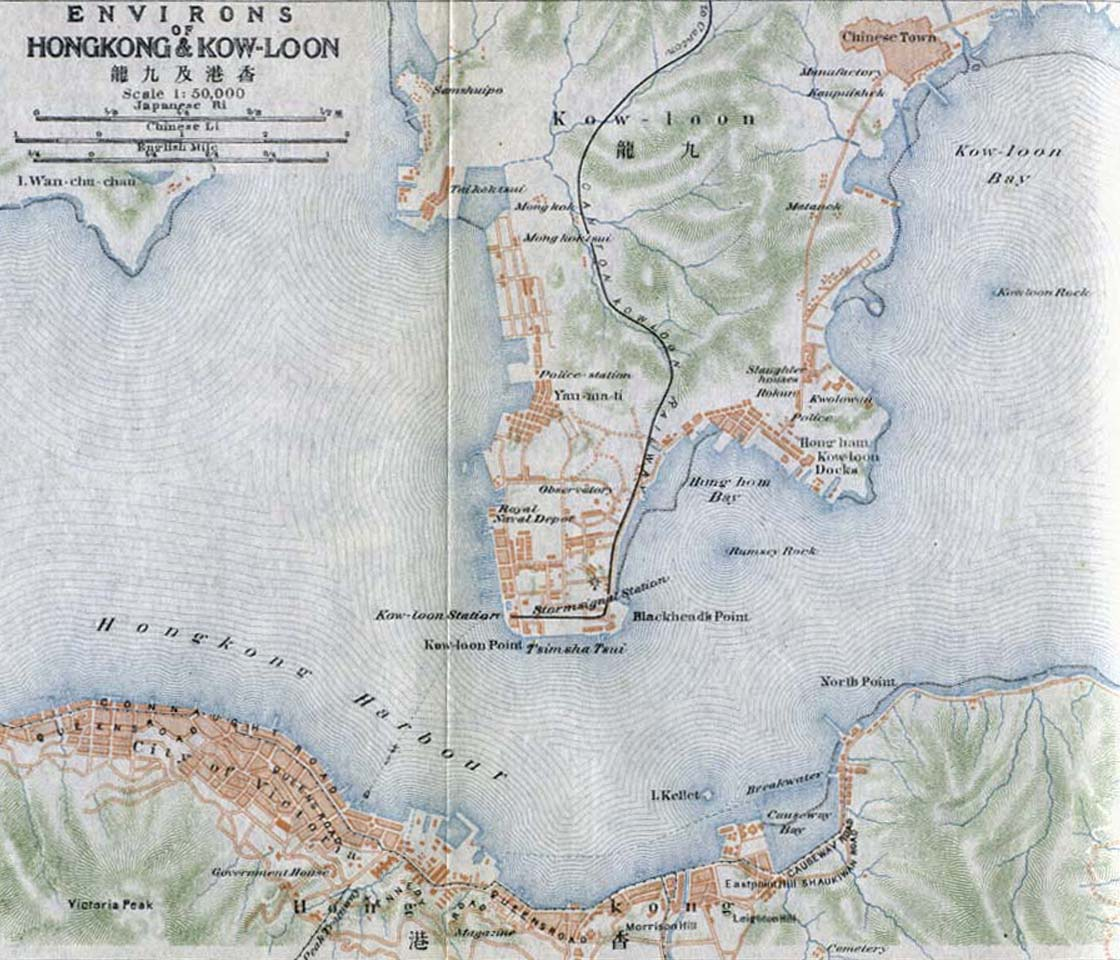
Карта района Гонконга 1915 года, на которой город-крепость Коулун отмечен как «Китайский город» («Chinese Town») в верхнем правом углу

Конвенцией о расширении территории Гонконга 1898 года была предусмотрена передача дополнительных территорий Гонконга (Новых Территорий) Великобритании на 99 лет, однако город-крепость, население которого к этому времени составило 700 человек, в соглашение не вошёл — он стал анклавом.
Китаю Конвенцией разрешалось держать своих чиновников, однако они не должны были вмешиваться в вопросы обороны Британского Гонконга.
Уже в следующем году британский губернатор сэр Генри Блэйк стал подозревать, что вице-король Кантона привлекает войска для саботажа исполнений условий Конвенции. 16 мая 1899 года британские солдаты атаковали город-крепость, однако обнаружили, что войска вице-короля покинули крепость, оставив в нём только мандарина и 150 местных жителей.
Несмотря на то, что город-крепость находился вне пределов зоны британского контроля, в последующие годы англичане немало сделали для его развития. Протестантская церковь организовала дом престарелых в здании ямэнь, а также открыла школу и богадельню. Однако, кроме этих институтов, для британцев город-крепость оставался лишь объектом праздного любопытства туристов и колонистов. В 1933 году власти Гонконга объявили о планах сноса большей части домов внутри стен города-крепости, обеспечив 436 сквоттеров новым жильём. К 1940 году сохранились только ямэнь, школа и один дом.

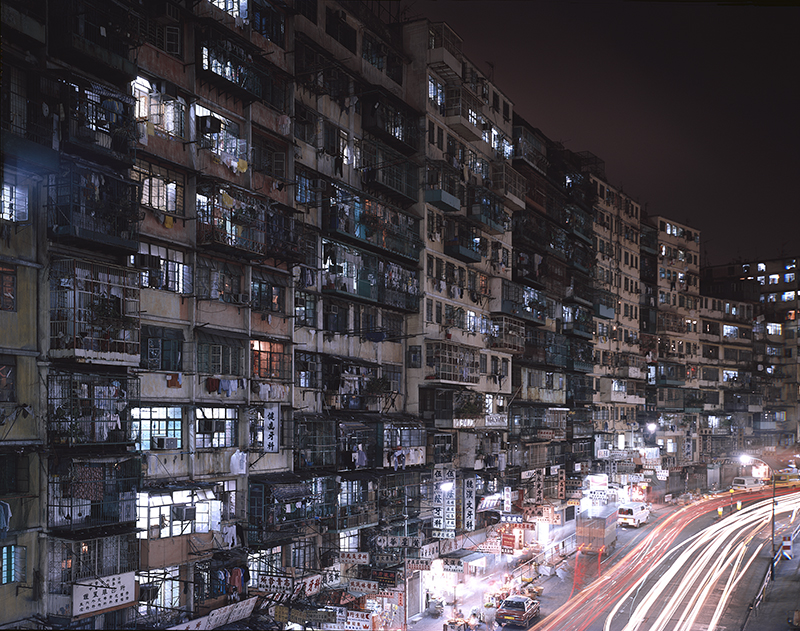
Улица на окраине города

Население города-крепости Коулун значительно возросло после японской оккупации Гонконга во время Второй мировой войны. Тогда японцы снесли городскую стену и использовали камень для строительства аэропорта Кайтак.
С 1950-х по 1970-е годы город-крепость Коулун контролировался триадами и в нём процветали проституция, азартные игры и наркоторговля.
В 1987 году там, на территории 2,6 га, проживало 33 тыс. человек. В начале 1990-х годов численность населения оценивалась в 50 тысяч, то есть его плотность достигала двух миллионов человек на км², при том что в среднем по Гонконгу она чуть превышала шесть тысяч.
В январе 1987 года правительство Гонконга объявило о планах по сносу города-крепости. После сложного процесса выселения проживавших там людей, в марте 1993 года снос начался и завершился в апреле 1994 года. В декабре 1995 года на этом месте был открыт парк «Коулун-Сэнчай». Некоторые исторические артефакты города, в том числе здание ямэнь и остатки Южных ворот, были сохранены.

## Галерея

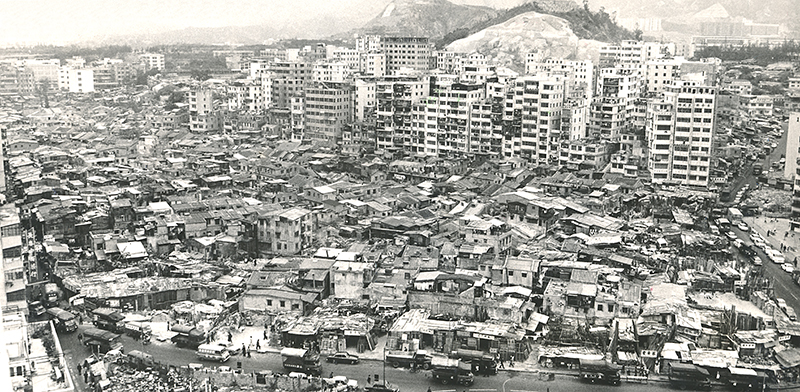
Город в 1972 году
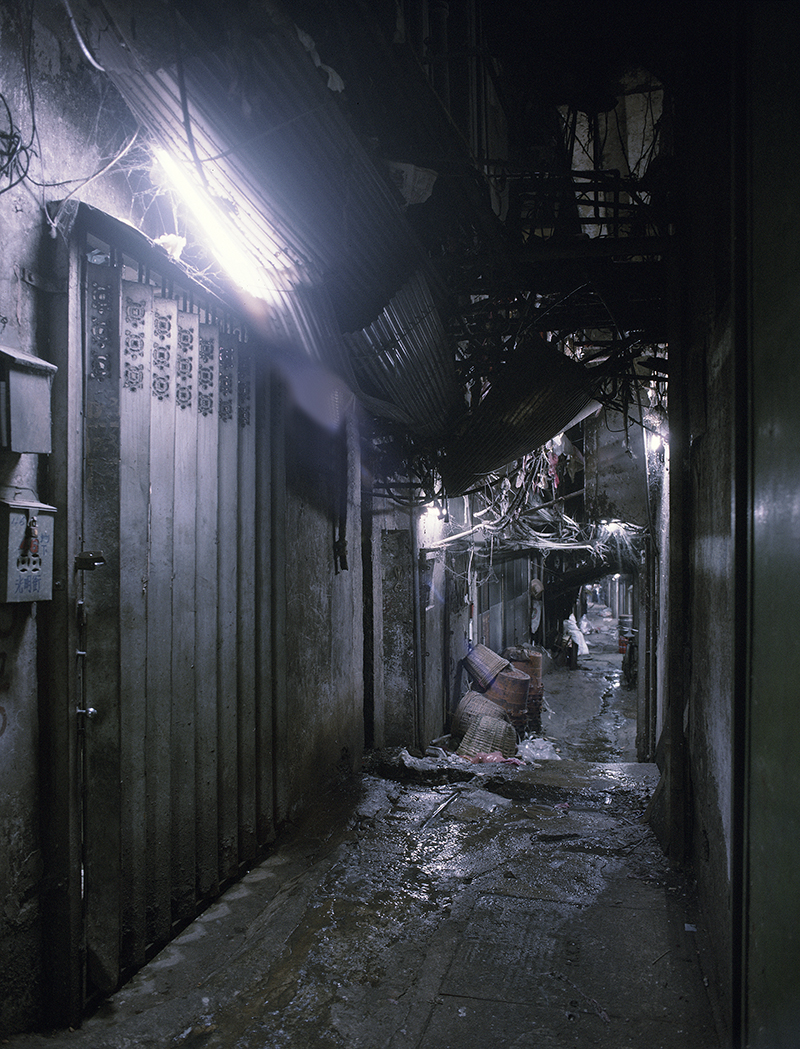
Улица в городе
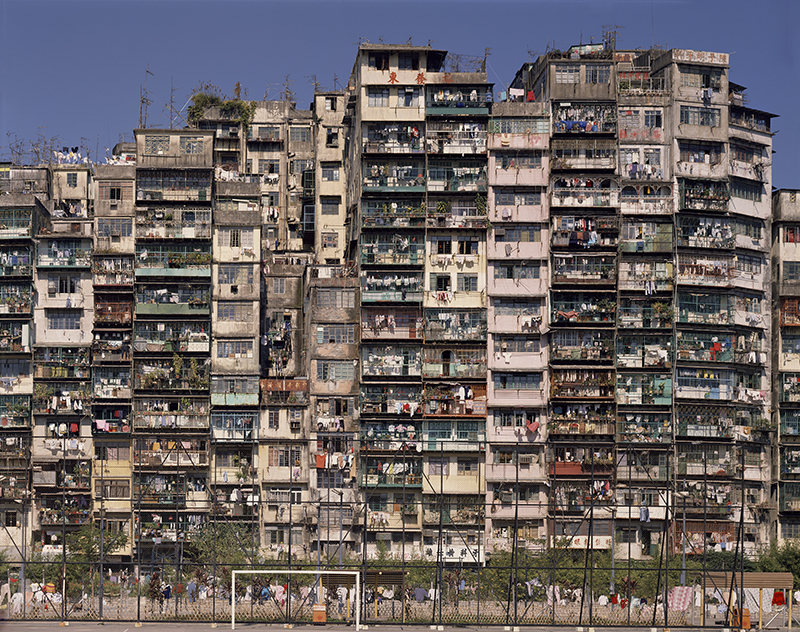
Спортивная площадка на краю города
Аэрофотоснимок города-крепости Коулун в 1989 году
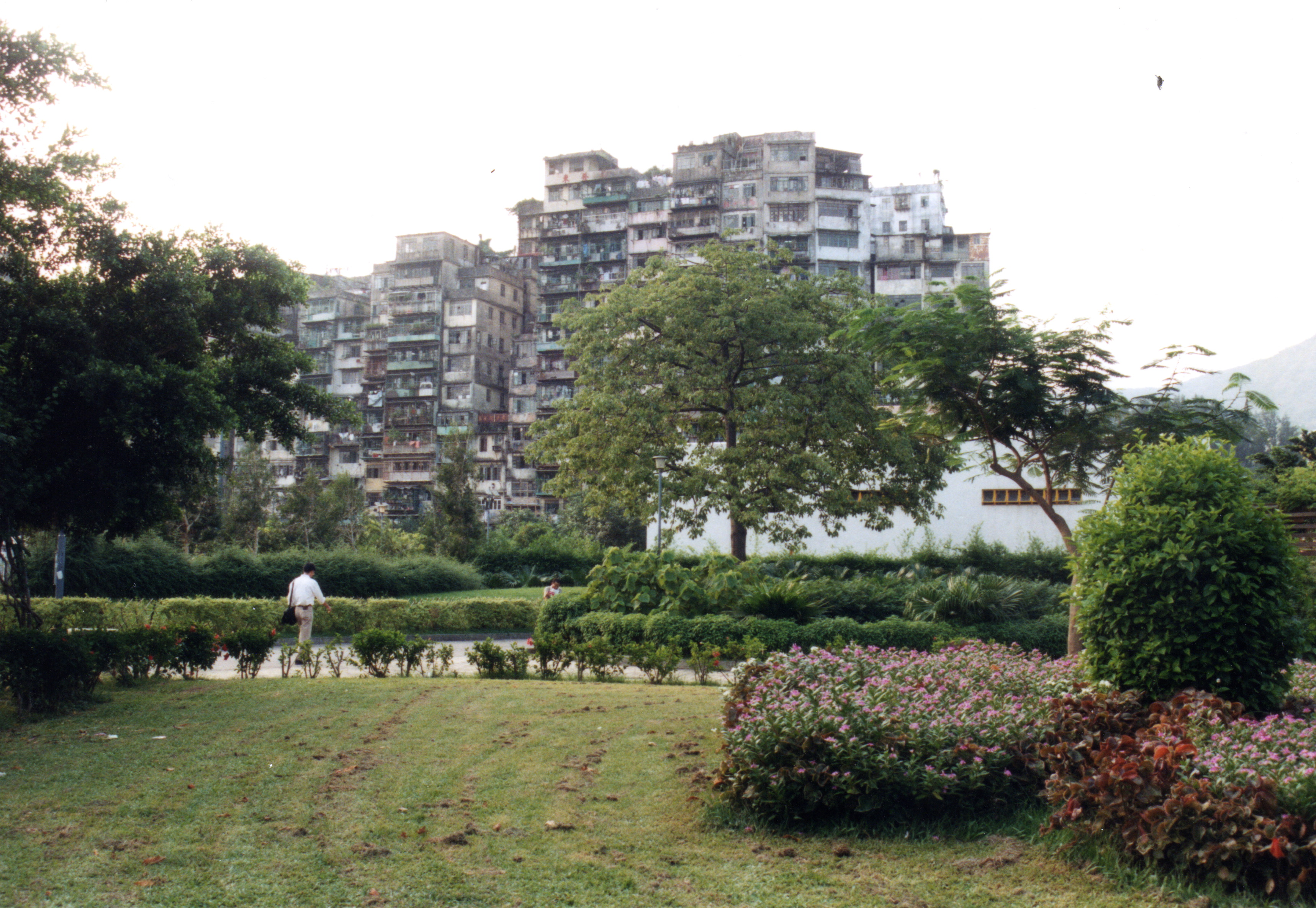
Город до его уничтожения, 1991 год
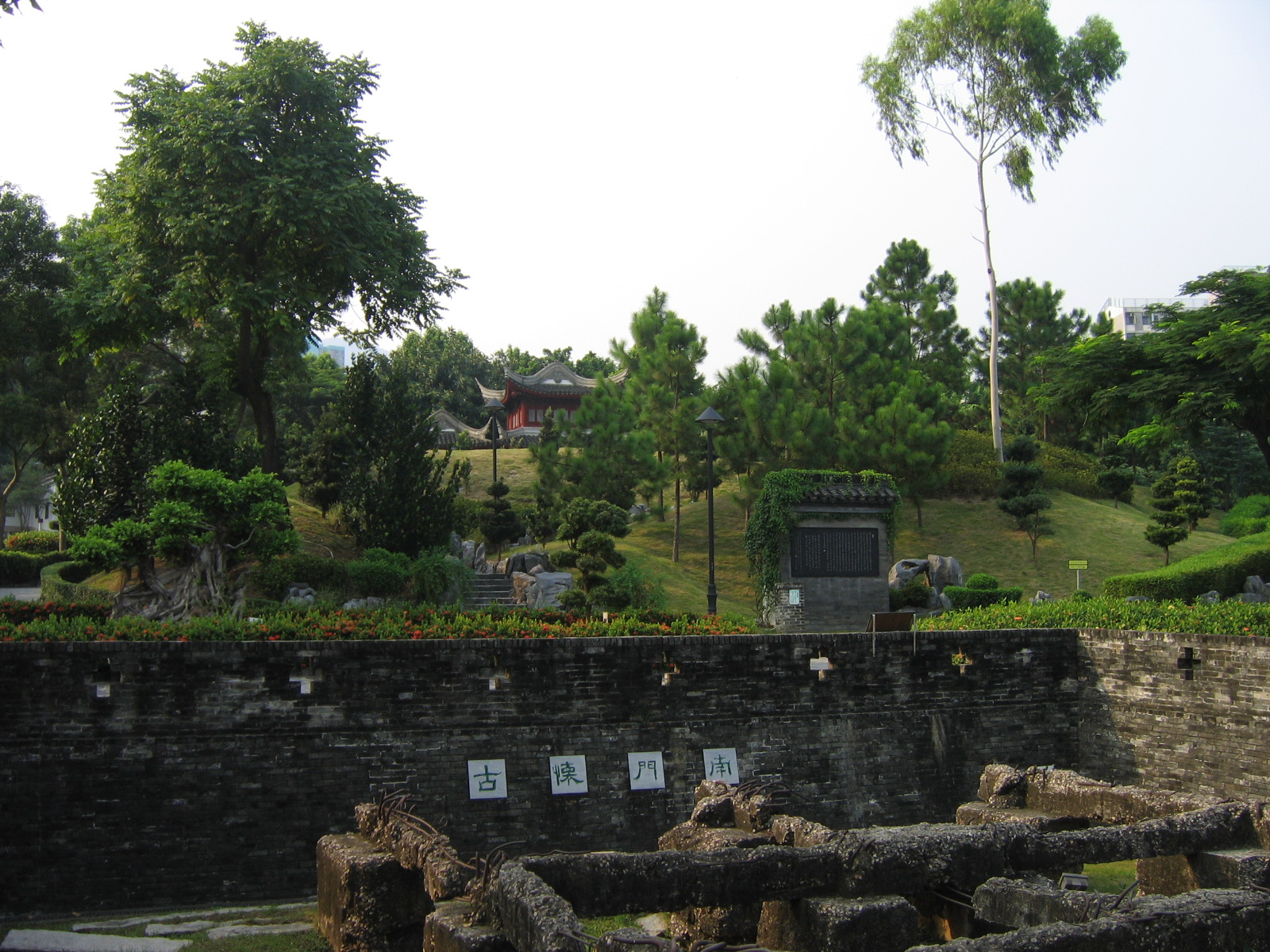
Парк, который был построен после уничтожения